# Senso comune (programma televisivo)
Senso comune è stato un programma televisivo italiano andato in onda su Rai 3 dal 2017 al 2018 in fascia preserale. Prodotto da Stand by Me, era un adattamento del format britannico Common Sense trasmesso dalla BBC.

## Il programma
In ogni puntata, della durata di circa 20 minuti, veniva introdotto un argomento di attualità che veniva commentato da alcune coppie di persone, riprese da un'inquadratura fissa senza conduzione. I protagonisti erano persone comuni scelte tra varie fasce sociali e seguite nelle loro case o luoghi di lavoro, con l'intento di ottenere reazioni spontanee.

## Edizioni e accoglienza
Sono state prodotte due edizioni, per un totale di 104 puntate. La prima edizione, composta da 70 puntate, è stata trasmessa dall'11 settembre al 15 dicembre 2017 e ha avuto uno share medio del 5-6%. Il programma è stato rinnovato per una seconda edizione, trasmessa dal 5 marzo all'11 giugno 2018.
Il critico televisivo Aldo Grasso, in un articolo sul Corriere della Sera, ne ha criticato la spontaneità paragonando la trasmissione a Specchio segreto di Nanni Loy, in quanto, anche a telecamere nascoste, «l’argomento non è del tutto rubato, ma è sollecitato» e «la sollecitazione è già mezza risposta e stimola la recita».